# Ohmatkiv, Demîdivka
Ohmatkiv (în ucraineană Охматків) este un sat în comuna Vîșneve din raionul Demîdivka, regiunea Rivne, Ucraina.

## Demografie
Componența lingvistică a localității Ohmatkiv
     Ucraineană (99,15%)
     Alte limbi (0,85%)
Conform recensământului din 2001, majoritatea populației localității Ohmatkiv era vorbitoare de ucraineană (99,15%), existând în minoritate și vorbitori de alte limbi.